# Диас, Исаак
Исаак Алехандро Диас Лобос (исп. Isaac Alejandro Díaz Lobos; род. 13 марта 1988 или 24 марта 1990, Фресия, Лос-Лагос) — чилийский футболист, нападающий клуба «Депортес Копьяпо».

## Клубная карьера
Диас — воспитанник клуба «Уачипато». В 2009 году он дебютировал за основной состав в чилийской Примере. Для получения игровой практики Исаак на правах аренды выступал за клубы Примеры B — «Трасандино», «Депортес Наваль» и «Ньюбленсе». В начале 2013 года Диас перешёл в «Универсидад де Чили». 27 февраля в матче против «Сантьяго Уондерерс» он дебютировал за новую команду. В этом же поединке Исаак забил свой первый гол за «Универсидад де Чили». 12 апреля в матче Кубка Либертадорес против венесуэльского «Депортиво Лара» Диас забил гол. В своём дебютном сезоне он помог клубу выиграть Кубок Чили. 6 февраля 2014 года в поединке Кубка Либертадорес против парагвайского «Гуарани» Исаак забил гол.
Летом 2014 года Диас перешёл в мексиканский «Чьяпас». 10 августа в матче против «Леона» он дебютировал в мексиканской Примере. 18 сентября в поединке Кубка Мексики против «Веракрус» Исаак сделал хет-трик, забив свои первые голы за «Чьяпас».
Летом 2015 года Диас был отдан в аренду в «Пуэблу». 27 июля в матче против столичной «Америки» он дебютировал за новую команду. В своём дебютном сезоне Диас стал обладателем Суперкубка Мексики. В начале 2016 года Исаак на правах аренды отправился в «Кафеталерос де Тапачула». 9 января в матче против «Коррекаминос» он дебютировал в Лиге Ассенсо. Летом того же года Исаак на правах аренды присоединился к парагвайскому «Соль де Америка». 10 июля в матче против «Серро Портеньо» он дебютировал в парагвайской Примере. 24 июля в поединке против «Либертада» Диас забил свой первый гол за «Соль де Америка». 1 июня 2017 года в матче Южноамериканского кубка против венесуэльского «Эстудиантес де Каракас» он сделал хет-трик. В августе Диас вернулся в «Универсидад де Чили».

## Достижения
Командные
«Универсидад де Чили»
- Обладатель Кубка Чили — 2012/2013

«Пуэбла»
- Обладатель Суперкубка Мексики — 2015